# HTC One M7
L'HTC One (M7) è uno smartphone top di gamma prodotto dall'azienda taiwanese HTC. È stato presentato ufficialmente il 19 febbraio 2013 al Mobile World Congress ed è il successore di HTC One X. L'HTC One è stato sviluppato con particolare attenzione alle caratteristiche hardware e software che lo permettono di distinguersi dagli standard dei terminali Android, come la scocca unibody in alluminio, l'interfaccia HTC Sense 5.0 che personalizza l'esperienza d'uso con Blinkfeed, la fotocamera Ultrapixel e il doppio altoparlante stereo BoomSound. In Italia è disponibile in colorazione bianca e nera.
Nell'agosto del 2013 l'EISA (European Imaging and Sound Association) lo premia come "Best European Advanced Smartphone 2013-2014", cioè "miglior smartphone nel mercato europeo dell'attuale generazione".
Il 25 marzo 2014 viene annunciato il suo successore, l'HTC One (M8) e simultaneamente questo modello viene rinominato in HTC One M7.

## Varianti

### HTC One Mini
Il 18 luglio 2013 HTC ha annunciato l'HTC One Mini, versione che riprende le linee e impostazioni del HTC One. La variante mini è dotata di display da 4,3" a 1280x720 pixel a 342ppi, cpu Dual-core Snapdragon 400 a 1.4 GHz, 1 GB RAM, 16 GB storage, Android 4.2.2 Jelly Bean con interfaccia Sense 5.0, fotocamera Ultrapixel e altoparlanti BoomSound. Verrà commercializzato a partire dal mese di Settembre.

### HTC One Max
Il 14 ottobre 2013 viene presentato l'HTC One Max, versione che riprende le linee e impostazioni del HTC One in versione maggiorate. La variante max è dotata di display da 5,9", cpu Quad-core Snapdragon 600 a 1.7 GHz, 2 GB RAM, 16 GB storage (espandibile tramite microSD), Android 4.3 Jelly Bean con interfaccia Sense 5.5, fotocamera Ultrapixel, altoparlanti BoomSound e un lettore di impronte digitali posto sotto la fotocamera posteriore.

## Caratteristiche generali

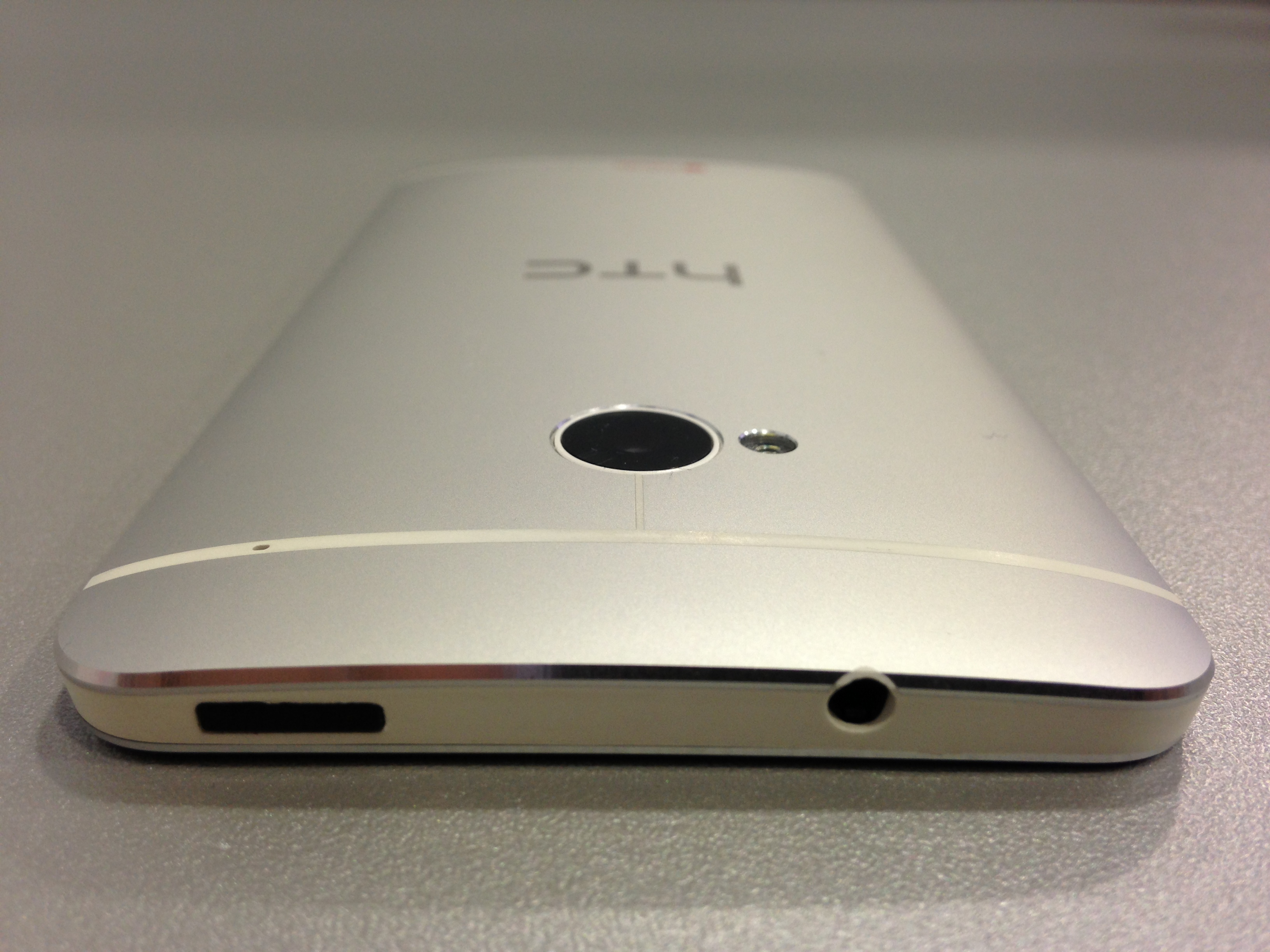
Il retro dell'HTC One; si nota la fotocamera Ultrapixel, il tasto di accensione/spegnimento, il sensore infrarossi e il jack audio.

L'HTC One è composto da una scocca unibody in alluminio satinato, da un display da 4,7" Full-HD a 468ppi che presenta colori naturali e un'ottima visione da tutti gli angoli e sotto la luce del sole, da una fotocamera posteriore da 4,3MP con tecnologia Ultrapixel che cattura il 300% di luce in più.
Il dispositivo monta un processore quad-core Snapdragon 600 a 1.7 Ghz e 2GB di memoria RAM.
Presenta due tasti a sfioramento sotto il display che se premuti a lungo permettono altre funzioni, due altoparlanti stereo ai bordi superiore e inferiore della cornice con tecnologia Boomsound, è presente l'equalizzazione BeatsAudio sia da altoparlanti sia dalle cuffie.
Sono presenti 32 GB di memoria storage , all'acquisto inoltre vengono regalati 25Gb di spazio gratuito per due anni con account Google Drive. Non presenta la possibilità di espandere la memoria con MicroSD esterna.
La batteria da 2300 mAh non è estraibile.

## Sistema operativo con HTC Sense
Il terminale monta di base il sistema operativo Android 4.1.2 Jelly Bean con l'interfaccia proprietaria HTC Sense 5.0.

### Aggiornamenti software
A partire dal mese di luglio è stata pubblicata la versione di Android 4.2.2 Jelly Bean.
Alla fine di settembre 2013 è stata distribuita la versione di Android 4.3 Jelly Bean.
A partire dal 28 gennaio 2014 è stata distribuita la versione di Android 4.4.2 KitKat per la versione no-brand con l'interfaccia proprietaria HTC Sense 6.0.
A partire dal 25 febbraio 2015 è stata pubblicata la versione di Android 5.0.2 Lollipop per la versione no-brand con l'interfaccia proprietaria HTC Sense 6.0.

## Sistema operativo Google Play Edition
Per il mercato americano è disponibile da giugno 2013 una versione che differisce per il software, l'HTC One Google Play Edition, che monta una versione stock del sistema operativo Android e che verrà aggiornato direttamente da Google.

### Aggiornamento
Il 3 agosto 2013 è stato pubblicato l'aggiornamento ad Android 4.3 Jelly Bean.
Da gennaio 2014 è stato distribuito l'aggiornamento ad Android 4.4.2 KitKat.

## Novità introdotte
Con la Sense 5.0 sono state introdotte diverse novità dal lato software. Ecco riassunte le principali:
- BlinkFeed, un aggregatore di news e social feed che raccoglie tutti i contenuti in un widget scorrevole verticalmente in una pagina della home.
- Htc Zoe, una funzione della fotocamera che permette di registrare i fotogrammi per periodo di tempo di circa tre secondi, poco prima e dopo lo scatto, in modo da poter selezionare il frame migliore o eliminare dall'immagine elementi indesiderati, sostituendoli con porzioni di immagine riprese prima o dopo il frame prescelto o da creare una sorta di foto animata.
- Sense TV, sfruttando la porta infrarossi di cui lo smartphone è dotato è possibile usare il terminale come telecomando universale.
- Sense Voice, grazie a degli appositi microfoni, regola il volume della chiamata in base ai rumori dell'ambiente circostante.

## Specifiche[12]

### Display
Tipologia: Super LCD 3 con matrice RGB e Gorilla Glass 2, multi-touch capacitivo

Dimensioni: 4,7"

Risoluzione: Full-HD 1920x1080p

Pixel per pollice: 468

### Dimensioni e massa
Altezza: 137,4 mm

Larghezza: 68,2 mm

Spessore: 9,3mm

Massa: 143g

### Hardware
Processore: Qualcomm Snapdragon 600 quad-core a 1,7 GHz Krait
GPU: Qualcomm Adreno 320 (400 MHz)
Memoria RAM: 2 GB DDR2
Memoria ROM: 32GB
Connettività: Wi-Fi, GPS e A-GPS, GLONASS, EDGE, 3G, LTE, Bluetooth 4.0, NFC
Batteria: Li-Ion 2300 mAh, non removibile

### Fotocamera
Fotocamera posteriore: 4,3 Megapixel con tecnologia UltraPixel, flash led, sensore BSI, apertura focale F2.0, stabilizzatore ottico, HDR, registrazione video FULL-HD
Fotocamera frontale: 2,1 Megapixel, HDR, video FULL-HD.